# Браун, Бриттани
Бриттани Браун (род. 18 апреля 1995 года) — американская легкоатлетка. Специализируется в беге на короткие дистанции. Серебряный призёр чемпионата мира 2019 года в беге на 100 метров.

## Биография
На предолимпийском чемпионате мира в Дохе Бриттани стала серебряным призёром чемпионата мира в беге на 200 метров, показав результат — 22,22 и установив лучший личный результат.

## Персональные результаты
| Дисциплина | Время | Место   | Дата           |
| ---------- | ----- | ------- | -------------- |
| 100 метров | 11,28 | Торранс | 21 апреля 2018 |
| 200 метров | 22,22 | Доха    | 2 октября 2019 |